# Pavol-Jozef-Šafárik-Universität in Košice

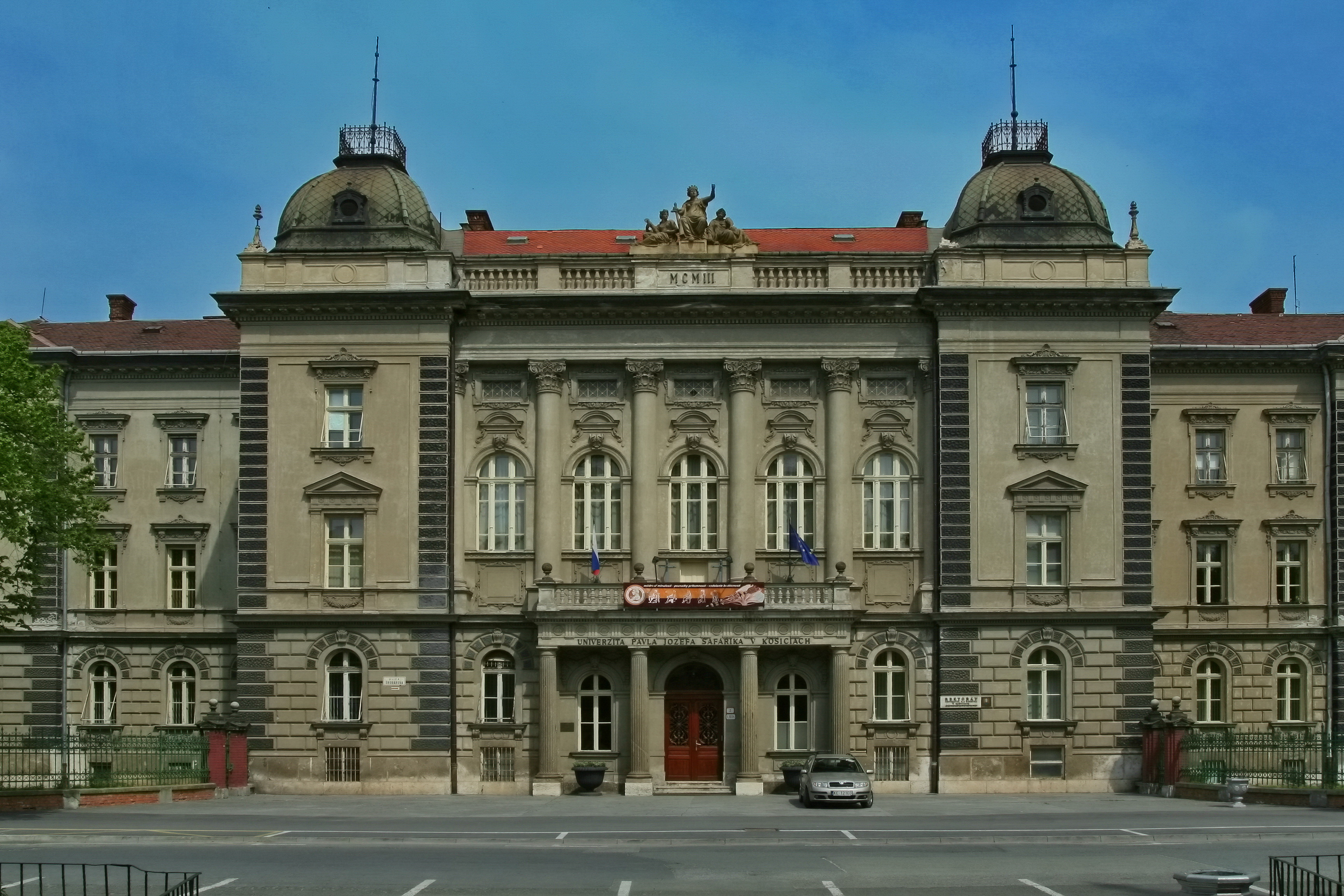
Hauptgebäude der UPJS, ehem. Justizgebäude

Die Pavol-Jozef-Šafárik-Universität in Košice, slowakisch Univerzita Pavla Jozefa Šafárika v Košiciach (UPJŠ), ist eine Universität in der slowakischen Stadt Košice.

## Geschichte
Gegründet wurde die Alte Universität Kaschau (Košice) am 6. August 1660 von Kaiser Leopold I. mittels der Goldenen Bulle der Universität Košice, der die nur wenige Jahre zuvor von Bischof Benedikt Kišdy errichtete Jesuiten-Klosterschule zu einer der damals noch wenigen Universitäten der Habsburgischen Monarchie machte.
1773 wurde die Jesuitenuniversität als Academia Regia verstaatlicht und infolge einer folgenden Hochschulreform wurden die Einrichtungen der Universität zu einer Außenstelle der Loránd-Eötvös-Universität Budapest. 1850 wurde die Rechtswissenschaftliche Schule selbständig und bestand bis 1921.
Erst 1959 wurde die Universität Košice durch Zusammenlegen mehrerer Hochschuleinrichtungen als Pavol-Jozef-Šafárik-Universität Košice wiederhergestellt. Sie ist nach dem slowakischen Schriftsteller und Philologen Pavol Jozef Šafárik benannt.
Im Jahre 1996 spalteten sich die philosophische und die pädagogische Fakultät, die in der Nachbarstadt Prešov angesiedelt sind, von der Pavol-Jozef-Šafárik-Universität ab und bilden seitdem die Universität Prešov.

## Fakultäten

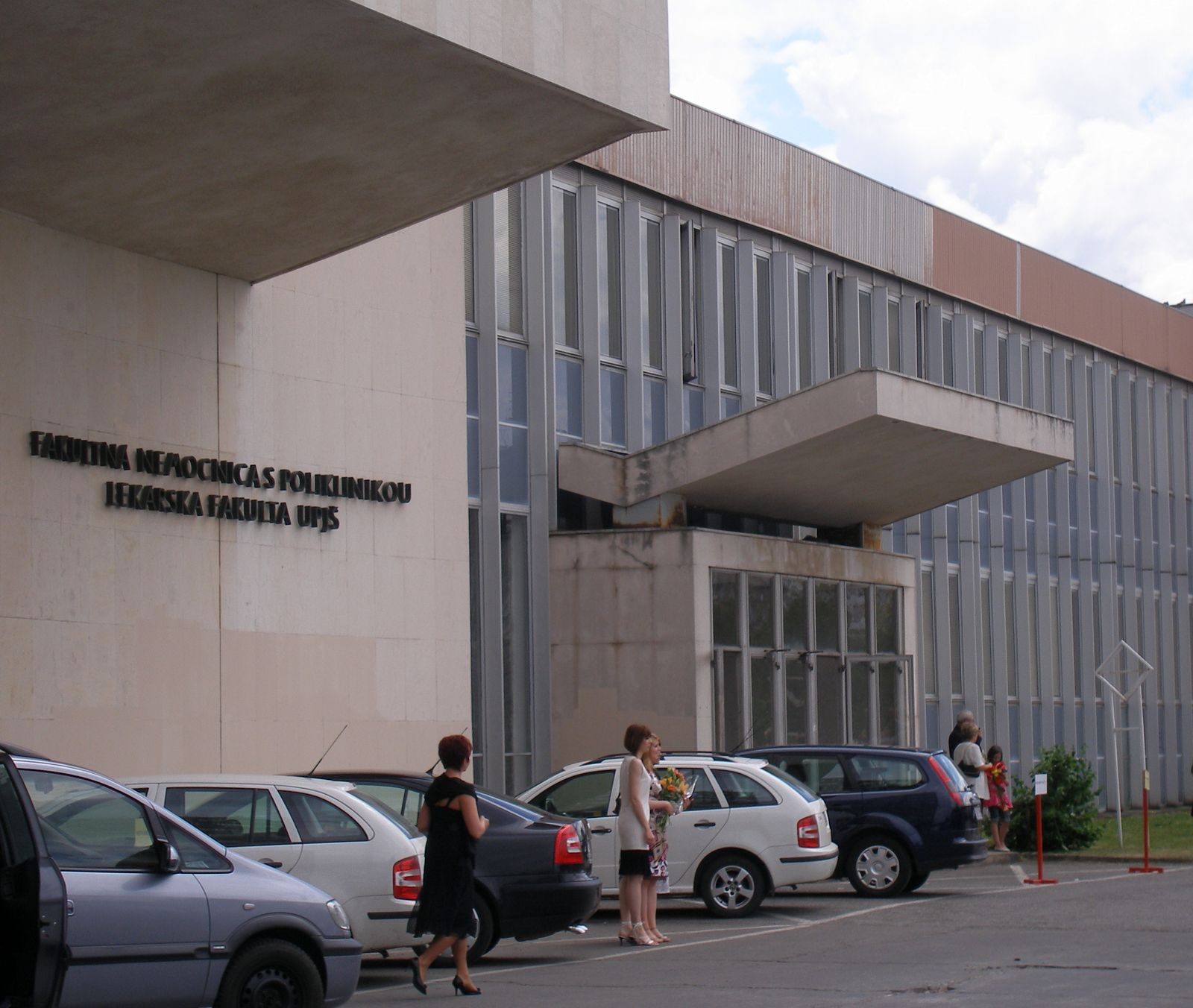
Medizinische Fakultät

Die Pavol-Jozef-Šafárik-Universität in Košice wird in fünf Fakultäten gegliedert:
- Medizinische Fakultät
- Naturwissenschaftliche Fakultät
- Juristische Fakultät
- Fakultät für Öffentliche Verwaltung
- Philosophische Fakultät

## Persönlichkeiten
- Martin Palkovič
- Samuel Timon
- Štefan Kaprinai
- Karol Wágner
- Juraj Sklenár
- Michal Lipšic

## Einzelbelege
1. ↑  Kaschauer Studenten an deutschen Universitäten vom Anfang des 16. Jh. bis zur Gründung der Jesuitenakademie zu Kaschau im Jahr 1657. Abgerufen am 18. September 2023.